# العاب المضغ

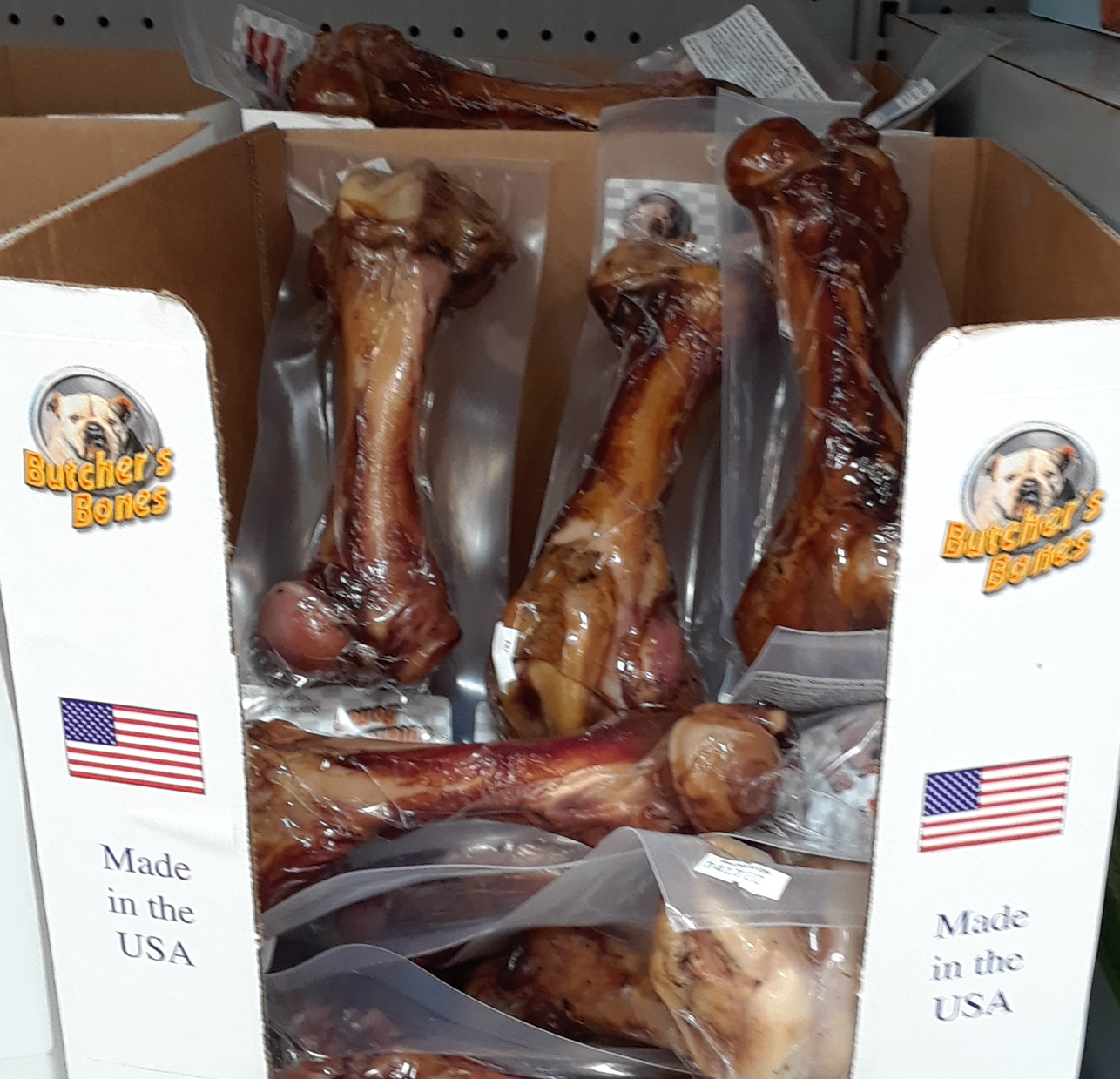

صممت لعبة المضغ لكي تمضغها الحيوانات بهدف التحفيز والراحة من الملل، يقصد من عملية قضم لعبة المضغ أن تكون مهدئة وتساعد الحيوانات الصغيرة، كالجراء في تخفيف الألم عند كسر أسنانها البالغة لأن عملية المضغ تطلق من الدماغ مواد كيميائية تطيب المشاعر، هناك عدة أنواع مختلفة من الألعاب التي تمضغ، بما في ذلك النتوء والخشب والورق والمعادن، ترتبط العاب المضغ عادة بالكلاب مع انها تستخدم أيضا من قبل الطيور، القوارض، والأرانب، صنعت العاب المضغ في الولابات المتحدة الأمريكية، بالإضافة إلى تزويد التسلية، فألعاب المضغ تسمح للحيوانات بالخروج من القلق والضجر حين ينشغل بمضغ الألعاب؛ كما تلهي الألعاب الحيوانات الصغيرة عن مضغ أشياء «محظورة» أخرى، وتساعد في الحفاظ على أسنانها سليمة، وتعطى أيضا لعبة مماثلة تدعى تيثير (teether) للأطفال كأداة تهدئة للثة الملتهبة خلال فترة التسنين.
وفي اغلب الاحيان، ترتبط ألعاب المضغ بالكلاب، رغم أن هذه الألعاب متوفرة بكثرة في القسم الخاص بألعاب الطيور في معظم متاجر الحيوانات الأليفة. فالجلد مناسب لجميع الحيوانات ما عدا آكلات العشب، فالأرانب التي لا تأكل سوى النباتات، لا تستطيع الحصول على ألعاب جلدية لأن أجهزتها الهضمية لا تستطيع معالجتها. هذه لعبة قوية نوعاً ما وقد يستغرق تدميرها من قِبل حيوان صغير أو طائر شهوراً، لا تنصح الكلاب بمضغ اللعب المصنوعة من الجلد لأنها لا تهضم كما يجب في المعدة وقد تسبب انسدادا في الأمعاء، وتُصنع ألعاب المضغ الخشبية من خشب آمن وغير سام وناعم وغالباً ما تُطلى بأصباغ أو دهانات نباتية لامعة، تُعطى الألعاب الخشبية بدلاً من الخشب الذي تجده الحيوانات الصغيرة في البرية، وهي بديل آمن يمكن لمالك الحيوان الصغير شراؤه إذا لم يكن لديه علم بالأشجار والشجيرات التي تنمو في منطقته.
```
وهي تستخدم عموماً إما كألعاب للقوارض الصغيرة أو كألعاب للأرانب. 
```

وتساعد الألعاب الخشبية على خفض الاسنان، مما يحول دون أكل الحيوانات الأليفة والقيام برحلات غير ضرورية إلى طبيب بيطري لقص الاسنان، ولعبة المضغ الخشبية مثال على المنتجات التجارية.
ألعاب المضغ الورقية مصنوعة من ورق غير سام غير مبيض وهي خيار غير مكلف، بل ومجاني في كثير من الأحيان، بالنسبة لأصحاب الحيوانات الصغيرة الأليفة، ويمكن أن توفر ساعات من التحفيز واللعب للحيوانات الصغيرة، إحدى الألعاب الورقية الشائعة هي أنبوب مرحاض ورقي فارغ ويمكن أن تتضاعف هذه كأنفاق للقوارض الصغيرة جداً، ويمكن أيضاً استخدامها كدمى معدلة للحيوانات الصغيرة الأكبر حجماً، كما ان صفحات الصحف المطوية، والكتب القديمة التي لا فقرات لها، والمنتجات التجارية المكشوفة هي أيضا ألعاب مضغ الورق المستعملة، وألعاب المضغ المعدنية مصنوعة من معادن منكهة آمنة للحيوانات، وتتخذ هذه المواد الشكل المثمر المنكّهة للطيور والمعالجات المعدنية التي تتخذ شكل مخروط الآيس كريم للأرانب، كما تأتي على شكل أوعية تحتوي على معادن طريّة. والعضّ المعدني لعبة شائعة، وهي لعبة تساعد الطيور على تقليم اظافرها ومنقارها والمحافظة على صحتها، وهنالك مجموعة متنوعة من الألعاب المطاطية التي تمضغها الكلاب توجد في السوق وتصنَّف في أشكالها المختلفة؛ البعض منها مجوف حتى يمكن وضع العلاجات فيه بهذه الطريقة على الكلب أن «يعمل» ليحصل على متعته.